# Mathai Kadavil
Mathai Kadavil OIC (* 21. Dezember 1963 in Kannathunadu) ist ein indischer Ordensgeistlicher und syro-malankarischer Bischof von Sankt Ephrem in Khadki.

## Leben
Mathai Kadavil trat dem Orden von der Nachfolge Christi bei und legte am 15. Mai 1981 die erste Profess ab. Er studierte Philosophie und Theologie am Seminar Jnana Deepa Vidyapeeth in Pune und empfing am 9. Oktober 1989 das Sakrament der  Priesterweihe.
Nach der Priesterweihe war er für ein Jahr Vizerektor für die Postulanten seiner Ordensgemeinschaft. Anschließend war er von 1990 bis 1995 Pfarrer in der Erzeparchie Tiruvalla sowie als Diözesandirektor des Malankara Catholic Youth Ministry in der Jugendpastoral tätig. Während dieser Zeit war er zudem für den ordenseigenen Verlag  Bethany Publications und das angeschlossene Bethany Book Centre verantwortlich. Er ging zu weiteren Studien nach Belgien, wo er 2002 an der Université catholique de Louvain zum Dr. theol. promoviert wurde. Nach der Rückkehr nach Indien war er für ein Jahr Mitarbeiter des neu eingerichteten Vornoviziats seiner Gemeinschaft und anschließend von 2003 bis 2006 Provinzrat mit besonderer Zuständigkeit für die Missionen in der Region Bombay-Pune. Von 2006 bis 2009 war er Pfarrer zweier Pfarreien und anschließend von 2009 bis 2015 Provinzialoberer.
Von 2011 bis 2017 war er Sekretär der theologischen Kommission des Katholischen Bischofsrats von Kerala. Ab 2018 war er Sekretär der Synodalkommission der syro-malankarischen Kirche für malankarische Theologie. Von 2017 bis 2020 war er Professor und Ausbilder am Malankara Major Seminary in Trivandrum. 2021 wurde er zum Generaloberen seiner Ordensgemeinschaft gewählt. Er ist Autor von vier Büchern und rund 130 Artikeln auf Englisch und Malayalam. Er beherrscht außerdem Sanskrit, Syrisch, Deutsch und Französisch.
Die Synode der syro-malankarischen Kirche wählte ihn im Dezember 2023 zum Bischof der Eparchie Sankt Ephrem in Khadki. Papst Franziskus erteilte der Wahl am 12. Dezember 2023 seine Zustimmung. Der Großerzbischof von Trivandrum, Isaac Cleemis Kardinal Thottunkal, spendete ihm am 15. Februar des folgenden Jahres im Mount Mar Ivanios Center die Bischofsweihe. Mitkonsekrator war der Erzbischof von Tiruvalla, Thomas Koorilos Chakkalapadickal.